# Echo Voyager

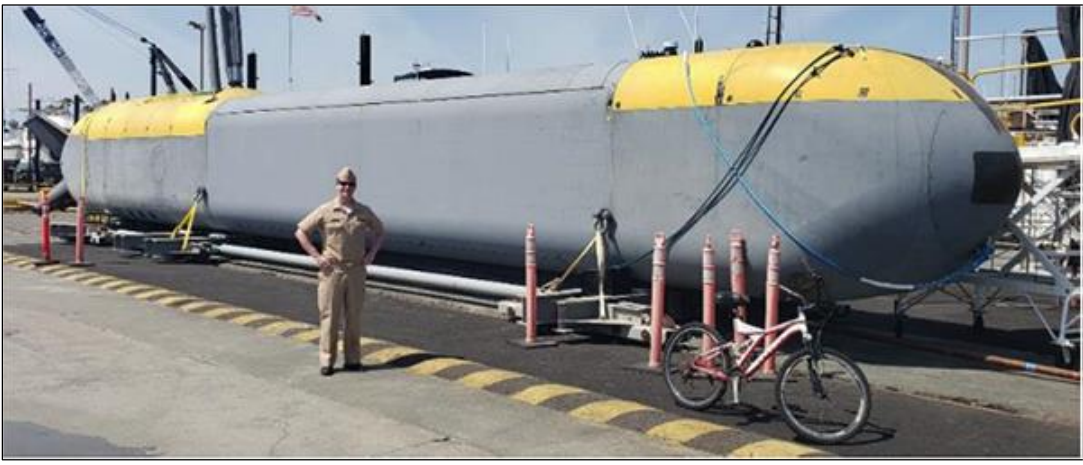

L'Echo Voyager est un drone sous-marin autonome américain conçu par Terre & Mer, l'une des branches de R&D de Boeing.
Version améliorée de l’Echo Seeker et de l’Echo Ranger, il est doté d'une propulsion hybride (batteries électriques/générateur diesel rechargeant les batteries en surface) lui permettant une autonomie de 12 000 kilomètres et de six mois (contre 3 jours pour le modèle précédent),. 
Alors que l'Echo ranger pouvait descendre à 6000 pour Seeker, son successeur ne pourra atteindre que -3 600 mètres.  
Il communique par liaison satellite, à partir de la surface. 
L'Echo Voyager est d'une taille importante avec 16 mètres de long (à comparer aux 5,5 mètres de l'Echo Ranger. Il pèse près de 50 tonnes.
L'usage de ce drone sous-marin est la cartographie sous-marine, l'inspection d'infrastructures sous-marines, l'’exploration pétrolière offshore et l'usage militaire (renseignements, leurres, lutte anti-sous-marine, pose de charges),.
En mai 2016, l'Echo Voyager était encore en train d'être testé en mer, pas encore commercialisé.
En mai 2019, Boeing se voit attribuer un contrat de 43 millions de dollars par l'US Navy pour la livraison de 4 UAV Orca, dont le design est basé sur celui de l'Echo Voyager.